# Dadohaehaesang-Nationalpark
Der Dadohaehaesang-Nationalpark (koreanisch 다도해해상국립공원) ist einer von 22 Nationalparks in Südkorea und nach seiner Fläche der größte seiner Art des Landes.

## Geographie
Der Dadohaehaesang-Nationalpark befindet sich an den südlichen bis südwestlichen Küstenabschnitten der Provinz Jeollanam-do (전라남도), im Südwesten der koreanischen Halbinsel. Der Park besteht aus sieben Distrikten, die zusammen eine Fläche von 2321,2 km² umfassen. Mit 334,8 km² macht die Landfläche aller im Nationalpark befindlichen Inseln und Küstenabschnitte rund ein siebtel seiner gesamten Fläche aus. Die Fläche des Meeresanteils beträgt 1990,4 km². Östlich angrenzend befindet sich das Gebiet des Hallyeohaesang-Nationalparks und im Westen überschneiden sich die Grenzen mit einigen Inseln mit dem Biosphärenreservat Shinan Dadohae (신안 다도해).
Der Park besteht wie der Hallyeohaesang-Nationalpark nicht aus einer zusammenhängenden Fläche, wie die meisten Nationalparks an Land, sondern umfasst an verschiedenen Orten der südlichen und südwestlichen Küste ausgewählte Inseln und Küstenabschnitte:

### Heuksando-Hongdo-Distrikt
Dieser Teil des Nationalparks ist der Westlichste und beginnt rund 80 km westlich von Mokpo. Zu ihm zählen die Insel Hongdo (홍도) und  die Inselgruppe Heuksando (흑산도) mit den Inseln Daeheuksando (대흑산도), Daedundo (대둔도), Yeongsando (영산도) und Daejando (대잔도), um nur die größeren der Gruppe zu nennen.

### Bigeumdo-Dochodo-Distrikt
Ebenfalls westlich von Mokpo, 35 km entfernt befindet sich der Teil mit den großen Inseln Bigeumdo, Dochodo und Uido. Um jede dieser Inseln befinden sich weitere kleinere Inseln auch Felseninseln, die mit zu dem Distrikt gezählt werden.

### Jodo-Distrikt
Der Jodo-Distrikt beginnt rund 52 km südwestlich von Mokpo und dehnt sich nach Südwesten aus. Zu dem Distrikt zählen die Inseln Hajodo (하조도), Sangjodo (상조도), Gwanmaedo (관매도), ein ganz kleiner südwestlicher Teil der Insel Jindo (진도), der größten Insel dieses Gebietes und viele kleinere Inseln und Inselgruppen. Anteilmäßig stellt dieser Teil die meisten Inseln des Parks.

### Soando-Cheongsando-Distrikt
Dieser Teil des Nationalparks ist flächenmäßig der Größte und umfasst die Inseln Bogildo (보길도), Soando (소안도), Modo (모도), Cheongsando (청산도) und der südwestliche Teil der Insel Sinjido (신지도). Er liegt rund 65 km südsüdöstlich von Mokpo.

### Geomundo-Baekdo-Distrikt
Dieser Distrikt befindet sich rund 70 km südsüdwestlich von Yeosu (여수시) rund 90 km südlich von Suncheon (순천시). Zu den Inseln gehören Seodo (서도), Dongdo (동도) und Godo (고도) der Inselgruppe Geomundo (거문도), die östlich angrenzenden Inseln Sosambudo (소삼부도) und Daesambudo (대삼부도) und zwei kleinere Inselgruppen 25 km östlich sowie eine kleine Insel 20 km nordöstlich von Geomundo.

### Narado-Distrikt
Auch dieser Teil befindet sich südwestlich von Yeosu und südlich von Suncheon, aber mit rund 30 km und rund 45 km Entfernung näher den Festland verbunden. Die Insel Oenarodo (외나로도), ein kleiner Teil der südlichen Küste der Insel Naenarado (내나로도) und neben einigen kleinen westlich liegenden Inseln, ein kleiner Teil der südlichen Küste des Festlandes nordwestlich von Oenarodo.

### Geumodo-Distrikt
Dieser Teil ist der östliche Teil des Nationalparks. Er befindet sich rund 20 km südsüdöstlich von Yeosu und umfasst die Inseln Geumodo (금오도), Ando (안도) und Yeondo (연도).

## Geschichte
Dadohaehaesang wurde am 23. Dezember 1981 vom Ministerium für Land, Transport und maritime Angelegenheiten zum 14. Nationalpark des Landes designiert. Am 8. Mai 1987 wurde das erste Büro des Nationalparks im Landkreis Wando-gun eröffnet und aufgrund der Größe des Nationalparks am 30. Juni 2002 das westliche Büro in Mokpo.

## Flora und Fauna
Der von rund 560.000 Touristen besuchte Nationalpark weist eine reichhaltige Vegetation und Tierwelt auf. Untersuchungen kamen auf insgesamt 1698 verschiedene Pflanzenarten, 24 Arten von Säugetieren und 231 verschiedene Spezies an Vögel. Des Weiteren wurden 992 unterschiedliche Arten von Insekten ermittelt und 18 Arten von Reptilien. Der Wasserwelt zugeordnet werden konnten 146 verschiedene Arten von Fischen und 10 Arten von Amphibien gesichtet werden.